# Іноземна військова інтервенція в Росії
Іноземна військова інтервенція в Росії (1918—1922) — військове втручання країн Антанти та Четверного союзу у Громадянську війну в Росії (1917—1922). Всього в інтервенції взяли участь 14 держав.

## Передумови
Відразу після Жовтневого перевороту, в ході якого до влади прийшли більшовики, новою владою був оголошений «Декрет про мир», у якому радянське керівництво запропонувало усім країнам-учасницям Першої світової війни негайно розпочати мирні переговори. На цей заклик відгукнулися лише противники Росії у війні — країни Четверного союзу. В результаті укладеного між радянським урядом та Німеччиною перемир'я на Східному фронті, радянська Росія фактично вийшла з війни.
3 грудня 1917 року зібралася спеціальна конференція за участю США, Великої Британії, Франції та союзних їм країн, на якій було ухвалене рішення про розмежування зон інтересів країн Антанти на територіях колишньої Російської імперії та встановлення контактів з національно-демократичними урядами. Зоною впливу Великої Британії мали б стати Кавказ та козацькі області, Франції — Україна та Крим. 1 січня 1918 року Японія ввела у Владивостоцький порт свої військові кораблі під приводом захисту своїх підданих. 8 січня 1918 року президент США В. Вільсон у своєму посланні до Конгресу заявив про необхідність виведення німецьких військ з російських територій, а також про визнання незалежності прибалтійських держав та України з можливістю їхнього подальшого об'єднання з Великоросією на федеративних засадах.

## Інтервенція Центральних держав

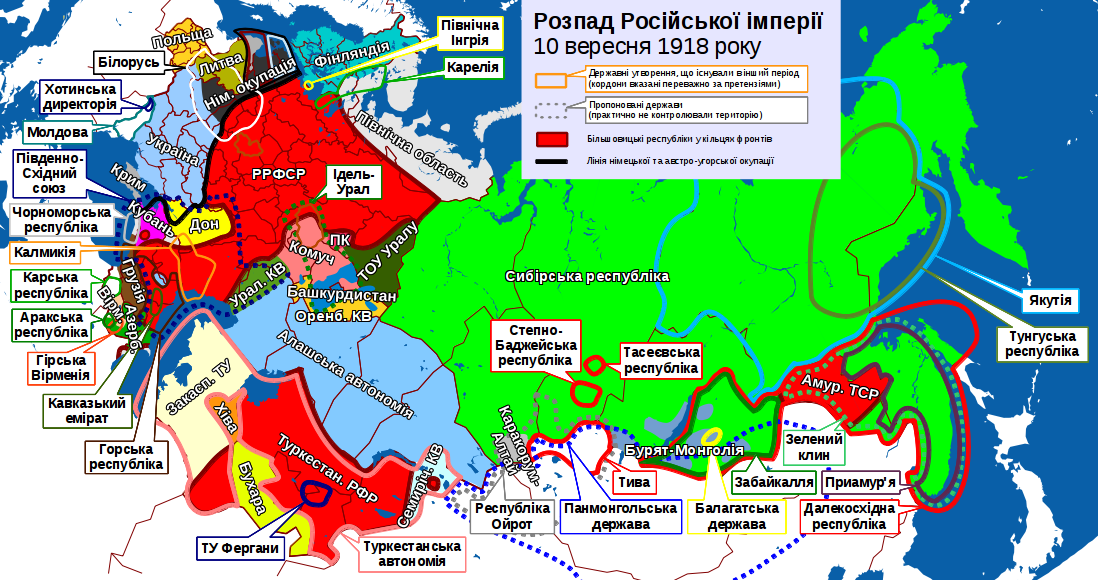
Лінія австро-німецької окупації на карті розпаду Російської імперії

У лютому-травні 1918 року Польща, Прибалтика, Україна та Закавказзя були зайняті військами Четверного союзу. 1 березня німцями був захоплений Київ, 1 травня Таганрог, 8 травня Ростов. Отаман Всевеликого Війська Донського Краснов П. М. уклав союз з німцями. Обговорювався проект об'єднання Української Держави, Всевеликого Війська Донського та Кубанської Народної Республіки на федеративних засадах.
Незважаючи на те, що у білогвардійців не було збройних зіткнень з кайзерівськими частинами, боротьба між білими силами та німецькими військами все ж велася, в основному, між силами спецслужб. Окрім того, окупація німецькими військами величезної території з важливими промисловими, сировинними та продовольчими районами, значними людськими ресурсами позбавляло Білий рух на Півдні Росії економічного потенціалу та ставило його в залежність від мінливої позиції Антанти щодо допомоги білогвардійським державним утворенням.
Німецькі війська на Східному фронті налічували близько 1,045 млн осіб, що становило більше 20 % всіх сил Німеччини, османські — близько 30 тис. осіб. Наявність значних військових сил на сході вже після укладення Брестського миру вважається стратегічною помилкою німецького командування, що стала однією з причин поразки Німеччини в Першій світовій війні.
Після поразки Німеччини в Першій світовій війні, відповідно до секретного протоколу до тексту Комп'єнського перемир'я від 11 листопада 1918 року, німецькі війська повинні були залишатися на території Росії до прибуття військ Антанти, однак, за домовленістю з німецьким командуванням території, з яких виводилися німецькі війська, почала займати Червона Армія і лише в деяких пунктах (Севастополь, Одеса) німецькі війська були замінені військами Антанти.
Німецька розвідка найбільш активно працювала проти Білого руху в 1918 році, саме в цей час їй вдалося навіть створити в Сибіру організацію з військовополонених німців та мадярів для захоплення Транссибірської магістралі. У зв'язку з листопадовими подіями у самій Німеччині, німецькі спецслужби відмовились від цієї мети і відтепер продовжували підривну діяльність вже проти ЗСПР, обмежившись Півднем Росії. Білогвардійські розвідники також продовжували вести шпигунську діяльність за діями німців, навіть незважаючи на те, що в листопаді 1918 року Німецька імперія завершила війну, після чого, здавалося, вона не могла становити загрозу безпеці Білого руху в Росії. Білогвардійські спецслужби цікавило поширення в Німеччині впливу більшовизму та ймовірність контактів між Німеччиною та радянською Росією на урядовому рівні як предмет об'єднання їхніх зусиль у боротьбі проти Білого руху та його союзників. Побоювання білих спецслужб були небезпідставними. За даними агентури начальника російської місії в Берліні генерал-лейтенанта Н. А. Монкевіца, протягом квітня-травня 1919 року в столиці Німеччини для переговорів таємно прибували представники радянського уряду Л. Б. Красін та Я. Х. Петерс, а також ціла торгова делегація. У Москву ж з особливим дорученням їздив секретар глави німецького уряду Ф. Шейдемана. Спецслужби доповідали про небажання Німеччини примиритися зі становищем переможеної держави та її прагнення знайти нових союзників, серед яких перше місце у списку кандидатів займала саме радянська Росія. Доведено, що між німецькою владою та урядом Леніна виникали взаємовигідні контакти: так, під час наступу більшовиків на Польщу Німеччина відправила до Червоної армії до 5 тис. кваліфікованих робітників, переважно фахівців з військової техніки.

### Список Центральних держав та їхніх союзників, котрі взяли участь в інтервенції
- Німецька імперія — Україна, частина Європейської Росії 1918 — початок 1919 рр., Країни Балтії — до кінця 1919 р.
- Австро-Угорщина — Україна, частина Європейської Росії 1918 — початок 1919 рр.
- Османська імперія — Закавказзя з лютого 1918 р.;
- Болгарія — у вересні 1918 р. до Севастополя був відправлений крейсер «Надія». У грудні 1918 р. після того, як крейсер став на ремонт у Севастополі, прийшов наказ командувача британської ескадрою — спустити болгарський прапор та підняти над кораблем прапор британського військово-морського флоту. Ця вимога британців викликало обурення екіпажу, 10 грудня 1918 р. команда заявила протест, а 15 грудня 1918 р. — підняла повстання, яке очолив Спас Спасів. Британські солдати висадилися на корабель та роззброїли екіпаж, після чого болгарські моряки були відправлені до Болгарії[10].

## Інтервенція Антанти та її союзників

Головнокомандувач Збройними силами Півдня Росії А. І. Денікін та британський генерал Ф.Пулл (листопад 1918 р.)

### Список держав Антанти і їх союзників, котрі взяли участь в інтервенції

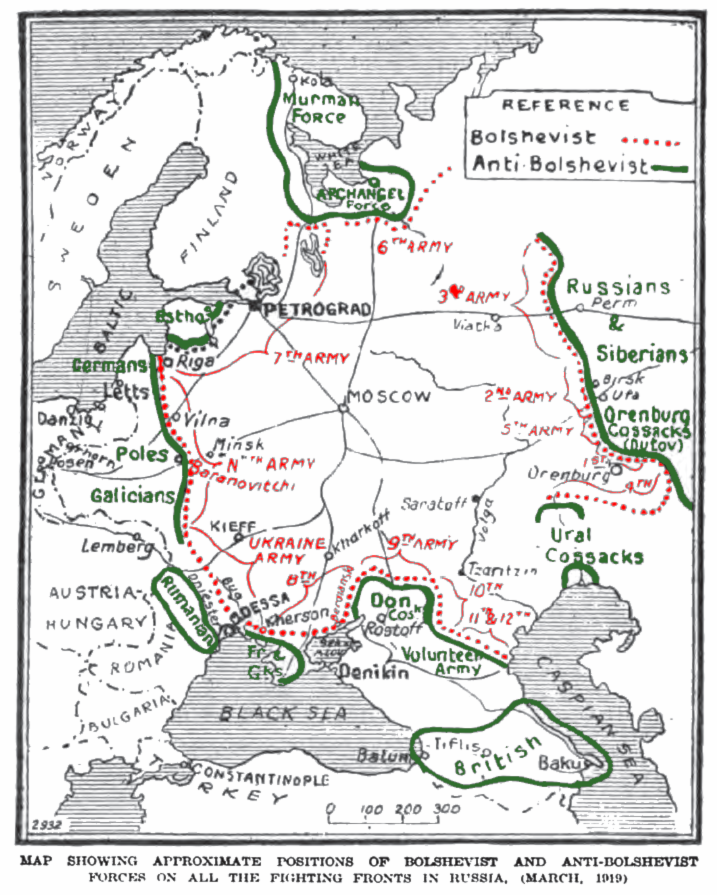
Становище більшовицьких та антибільшовицьких сил станом на березень 1919 року.

- Велика Британія — СППР (Сили Підтримки Північної Росії) чисельністю до 28 тис. осіб (евакуйовані червень-жовтень 1919 р.), військова місія, Південно-Російський Танковий загін і 47-а ескадрилья при Збройних Силах Півдня Росії, також — інтервенція в Закавказзі (Грузія).

- з березня 1918 р. Архангельськ
- з жовтня 1918 р. Мурманськ
- з кінця 1918 р. Балтійське море — 6-а британська легка крейсерська ескадра Едвіна Александра-Сінклеіра, замінена в січні 1919 р. 1-ю ескадрою легких крейсерів контр-адмірала Кована
- з липня до листопада 1919 р. — Ревель, Нарва (Добровольчий навчальний танковий загін)

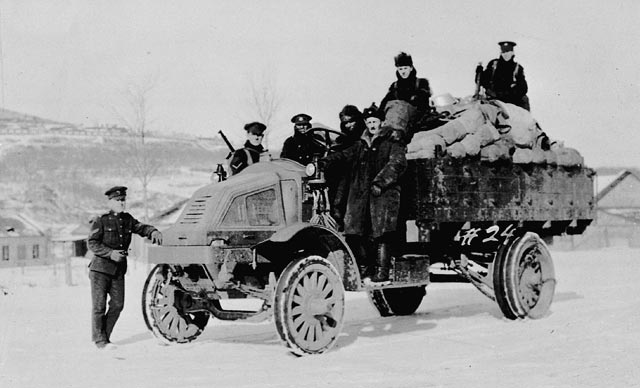
Канадські солдати у Владивостоці в 1919 році..

- Севастополь (з грудня 1919 р.), Новоросійськ (12-26 березня 1920 рр.) — британська військова місія при ЗСПР, Південно-Російський Танковий загін (з 12 квітня 1919 р. в Батумі, потім Єкатериноград, Царицин, Новоросійськ, Крим; виведені 28 червня 1920 р.), 47-а ескадрилья (Царицин, Крим, березень 1919 — березень 1920 рр).
- Чорне море — 6 лінійних кораблів, 1 гідрокрейсер і 13 есмінців (1920 р.)
- Каспійське море — 11 бойових кораблів та 12 берегових катерів-винищувачів (1920 р.)
- Закавказзя (з серпня 1918 р. Баку, з грудня 1918 р. Батумі, потім Красноводськ, Петровськ, Шуша, Джульфа, Єреван, Карс і Гагри). Виведені в липні 1920 р..
- Владивосток — з квітня 1918 р. (25-й батальйон герцога Кембріджського Міддлсекського полку (829 осіб) та інші частини.).

- Становище більшовицьких та антибільшовицьких сил станом на березень 1919 року.Британські колонії і домініони:

-  Австралія — з жовтня 1918 р. Архангельськ, Мурманськ (виведені 11 червня 1919 р.). Загальна чисельність австралійських військ — 4000 солдатів.
-  Канада — з жовтня 1918 р. Архангельськ, Мурманськ (500 артилеристів) (виведені 11 червня 1919 р.), Сибір (3500-4000 солдатів) (виведені у квітні 1919 р.).
-  Індія — батальйони Месопотамських експедиційних сил, Закавказзя 1919—1920 рр..

- США — з серпня 1918 р. участь у СППР, Архангельськ, Мурманськ (виведені у червні-жовтні 1919 р.). За угодою між інтервентами охороняли Транссіб на ділянках від Мисовська до Верхньоудинська та від Імана до Владивостока (виведені січні-березні 1920 р.). Загальна чисельність американських військ на Півночі Росії до 6000 чоловік, в Сибіру до 9000 чоловік.
- Франція — з березня 1918 р. північ Росії (крейсер «Адмірал Об»), участь французьких артилеристів у складі команди бронепоїзда Мурмансько-Петроградської залізниці.

- З серпня 1918 р. — висадка в Архангельську, участь у СППР, до 1 жовтня 1919 р. були евакуйовані.
- Південь України (Одеса, Херсон, Севастополь) листопад 1918 — квітень 1919 рр.
- Сибір — Сибірський колоніальний піхотний батальйон та Сибірська батарея колоніальної артилерії.
- Колоніальні французькі війська (Одеса, листопад 1918 — квітень 1919) — 4-й африканський кінно-єгерський полк, 21-й полк тубільних стрільців, 10-й полк алжирських стрільців, 9-й батальйон 8-го полку алжирських стрільців, 1-й маршовий індокитайський батальйон; Севастополь — 129-й батальйон сенегальських стрільців.

- Італія — участь у СППР (Мурманськ), вересень 1919 — серпень 1919 рр. Загальна чисельність італійських солдат — 2000 солдатів. Сибір і Далекий Схід — листопад 1918 — серпень 1919 рр (Іркутськ, Красноярськ)
- Греція — з початку 1919 до квітня 1919 р. (Одеса). Загальна чисельність грецьких військ — 2000 осіб. Чорне море, листопад 1918 — березень 1920 рр (2 лінійних корабля, 1 лінійний крейсер, 8 есмінців, 1 госпітальне судно і 1 транспортне судно).
- Румунія — окупація Бессарабії на початку 1918 р.
- Польща — контингент у складі СППР (1918—1919 рр), 4-а дивізія ген. Желіговського на Півдні Росії та Одесі (яка співпрацюла з Добровольчою армією), 5-а дивізія полковника Румші, контролююча Транссибірську магістраль в районі Новомиколаївська (нині Новосибірськ) та річки Об. Під час відступу армії адмірала Колчака восени та взимку 1919 р. становила її ар'єргард, проводячи ряд битв з наступаючою 5-ю армією Тухачевського, аж до своєї капітуляції на станції Журавлинна в січні 1920 р.

- Радянсько-польська війна 1919—1920 рр (Військо польське, підпільна «Польська військова організація»)

- Японія — Владивосток, ділянка Транссибу від Верхньоудинська до Хабаровська та Імана, Сахалін з квітня 1918 р. Виведені в 1921 р. Дві дивізії чисельністю приблизно 28 тисяч багнетів. Окрім частин регулярної армії, після початку інтервенції були сформовані збройні загони з «резидентів» — проживавших в Сибіру етнічних японців (зокрема, в Благовєщенську-на-Амурі був створений загін чисельністю понад 300 осіб, що діяв під командуванням японських офіцерів)[11]
- Китай — активної участі в інтервенції не брав.

- Далекий Схід — бронепалубний крейсер II рангу «Хайжун» під командуванням комодора Лінь Цзянчжана, частини 33-го піхотного полку 9-ї піхотної дивізії під командуванням Сун Хуаньчжана, підрозділи охорони та загони прикордонників
- Архангельськ і Мурманськ (1918—1919 рр.) — китайський батальйон

- Також у складі СППР знаходилися: сербський батальйон, фінські Карельський легіон (Карельський полк) та Фінський Мурманський легіон.

### Цілі та завдання інтервентів
1 березня 1918 року Мурманська рада відправила запит в Раднарком про те, в якій формі можливе прийняття військової допомоги від союзників, запропонованої британським контр-адміралом Кемпом, котрий пропонував висадити в Мурманську британські війська для захисту міста і залізниці від можливих атак німців та білофінів з Фінляндії. У відповідь на це Троцький, який займав пост наркома закордонних справ, відправив телеграму:
|  | Ви зобов'язані негайно вжити всіляке сприяння союзним місіям та протиставити всі перешкоди проти хижаків |

Спираючись на директиву Троцького, голова Мурманської ради Юр'єв уклав 2 березня 1918 року «словесну угоду» такого змісту: "§ 1. Вища влада в межах Мурманського району належить Мурманському совдепу. § 2. Вище командування всіма збройними силами району належить під верховенством совдепа Мурманська військовій раді з 3 осіб — одного за призначенням радянської влади і по одному від британців та французів. § 3. Британці та французи не втручаються у внутрішнє управління районом: про всі рішення совдепа, що мають загальне значення, вони довідуються совдепом в тих формах, які за обставинами справи будуть визнані потрібними. § 4. Союзники приймають на себе турботу про постачання краю необхідними запасами "(Документи зовнішньої політики СРСР. Т. 1. М., 1957, с. 221). На підставі цієї угоди 6 березня в Мурманський порт увійшов британський крейсер «Глорі», висадив десант морської піхоти чисельністю у 170 осіб. 14 березня був висаджений десант з британського крейсера «Кокрейн», 18 березня з французького крейсера «Адмірал Об».
Директива Троцького була підтверджена Леніним і Сталіним на телефонних переговорах з виконуючим обов'язки голови Мурманської крайової ради Олексієм Юр'євим 9-10 квітня 1918 року, але при цьому Юр'єву було заявлено: "Якщо Ви досягнете письмового підтвердження заяви англійців і французів проти можливої окупації, це буде першим кроком до швидкої ліквідації того заплутаного становища, яке склалося, на нашу думку "
У підсумку, відразу після укладення більшовиками з Німеччиною Брестського мирного договору, Мурманський совдеп уклав угоду з союзниками щодо їхньої допомоги більшовицькому керівництву в місті і, як наслідок, 6 березня 1918 року в Мурманську висадився з британського лінійного корабля «Глорі» загін британських морських піхотинців в кількості 170 чоловік [16] з двома гарматами. Наступного дня на Мурманському рейді з'явився британський крейсер «Кокрен», 18 березня — французький крейсер «Адмірал Об», а 27 травня — американський крейсер «Олімпія».
У березні 1918 року в Мурманську висадилися також французи, у квітні — британці та японці у Владивостоці.
Усупереч початковим очікуванням більшовиків, практично відразу ж, прагнучи відновити Східний фронт проти Німеччини в умовах щойно підписаного ними з кайзерівським урядом Брестського миру, згідно з яким під німецький контроль ленінський уряд Росії передавало Білорусь, Україну, Прибалтику та Польщу з виплатою при цьому німцям великих сум у вигляді контрибуції, Британія та інші країни Антанти встановили блокаду радянської Росії силами своїх флотів та приступили до висадки десантів в інших портах по її околицях, однак, не роблячи при цьому до листопада 1918 року ніяких спроб звільнити Росію від більшовиків. Ось, що з цього приводу пише американський історик і політолог Річард Пайпс:
|  | Жовтневий переворот ... в країнах Четверного союзу ... отримав неоднозначну оцінку, але ніякої тривоги не викликав. Ленін та його партія були невідомими величинами, і ніхто не сприйняв всерйоз їх утопічні плани та заяви. Переважаючою, особливо після Брест-Литовська, була думка, що більшовики є ставлениками Німеччини та зникнуть з політичної арени одночасно із закінченням війни. Уряди всіх без винятку європейських країн сильно недооцінювали життєздатність більшовицького режиму й ту загрозу, яку він представляв для порядку в Європі Тому ні в заключний рік Першої світової війни, ні після закінчення перемир'я не було зроблено ніяких спроб звільнити Росію від більшовиків. До листопада 1918 року великі держави були занадто захоплені боротьбою один з одним, щоб турбуватися про події, які відбувалися в далекій Росії. Час від часу лунали окремі голоси, які стверджували, що більшовизм представляє смертельну загрозу для західної цивілізації. Особливо сильні вони були в німецькій армії, яка на власному досвіді знала, що таке більшовицька агітація та пропаганда. Проте навіть німці зрештою знехтували своїми далекосяжними побоюваннями в ім'я сьогохвилинних вигод. Ленін був абсолютно переконаний, що після укладення миру всі країни-учасники війни об'єднають зусилля та організують проти його режиму міжнародний хрестовий похід. Але його побоювання виявилися безпідставними. Активно втрутилися тільки англійці, виступивши на боці антибільшовицьких сил, проте вони діяли без особливого ентузіазму, в основному з ініціативи однієї людини - Вінстона Черчілля. Зусилля їх не були, втім, ні послідовними, ні наполегливими, оскільки прихильників примирення на Заході було більше, ніж прихильників військового втручання ... |

У результаті курс на повалення більшовиків силою в середовищі керівників Антанти не знайшов чітких обрисів.
|  | Франція займала в цьому питанні більш жорстку позицію, натомість Велика Британія проявляла обережність, підкреслюючи категоричну неможливість окупації та завоювання Росії. Стримано вели себе і Сполучені Штати. Інтервенція була скоріше засобом налякати більшовиків та змусити їх вести переговори на умовах Антанти, ніж інструментом зміни політичного ладу, який до того ж не заявив про себе нічим особливим, крім беззастережного бажання утримати владу навіть ціною величезних територіальних втрат та приниження ... |

За свідченнями очевидців, самі інтервенти слабо розуміли свої цілі та завдання:
|  | Вулицями цього прекрасного приморського міста мирно походжали якісь екзотичні африканські війська: негри, алжирці, марокканці, привезені французами-окупантами з жарких та далеких країн, - байдужі, безтурботні, погано розуміючі, в чому справа. Воювати вони не вміли і не хотіли. Вони ходили по магазинах, купували всякий мотлох і гоготали, перемовляючись на гортанній мові. Навіщо їх привезли сюди, вони й самі точно не знали. |

Що стосується вождів Білого руху, то у своїй зовнішньополітичній діяльності А. І. Денікін, О. В. Колчак та інші робили ставку на побудову союзницьких взаємин з Великою Британією, Францією, пізніше — з США та Японією. Очоливші Білий рух представники імператорського генералітету прагнули до виконання зобов'язань, прийнятих російським урядом перед Антантою ще в роки Першої світової війни (наприклад, відновлення антинімецького та антибільшовицького Східного фронту) і очікували адекватного відповідного кроку з боку західних країн в справі відновлення у Росії законного порядку та її територіальної цілісності. І таке сприяння з боку держав Антанти російським генералам було обіцяне.
Як пише історик-дослідник спецслужб та інтервенції під час Громадянської війни Н. С. Кірмель, історичний парадокс того часу полягав у тому, що встановлення щільних взаємин між білими урядами та Антантою ознаменувало одночасно і початок розбіжностей між Білими вождями і «союзниками». Історик пише, що політика Великої Британії, Франції та інших країн щодо Росії (як «білої», так і «червоної») визначалася не моральними зобов'язаннями, симпатіями чи антипатіями до тієї чи іншої частини росіян, але, перш за все, своїми національними інтересами в Росії, і в першу чергу економічними. Вчений-історик констатує в своїй науковій монографії:
|  | Зараз вже встановлено, що в основі «допомоги» білим урядам лежало не тільки прагнення запобігти розповзанню революції по всьому світу і не допущення багатомільярдних втрат від проведеної радянською владою націоналізації майна, але по можливості послабити країну як економічного і політичного конкурента шляхом розчленування на ряд самостійних державних утворень. |

Зарубіжні країни надавали суттєву військово-технічну, економічну та політичну підтримку то одним, то іншим групам, котрі вели міжусобну боротьбу в Росії.
Генерал-квартирмейстер військового представництва Російської Армії при союзних урядах та командуванні полковник Щербачов констатував 10 грудня 1919 року, що правлячі кола Великої Британії та Франції бачать шляхи виведення своїх країн з фінансової скрути і до відновлення порушеного економічної рівноваги в посиленому розвитку експорту, для чого Великій Британії необхідно володіти великими ринками збуту і дешевим сировиною — щоб бути в змозі конкурувати з Німеччиною, чия промисловість організована краще. Як ринки, так і сировину знайти британці можуть тільки в Росії, але лише за умови, що вони будуть там господарями: розпоряджатися самовладно в єдиної і великої Росії неможливо, отже, Росія потрібна Великій Британії роздробленою і слабкою — пише Щербачов і констатує, що саме до цього і прямує вся британська політика незалежно від того, бажають там визнати більшовиків чи ні. Прагнення до розчленування Росії було відзначено і в одній з парламентських промов британського прем'єр-міністра Ллойд Джорджа.

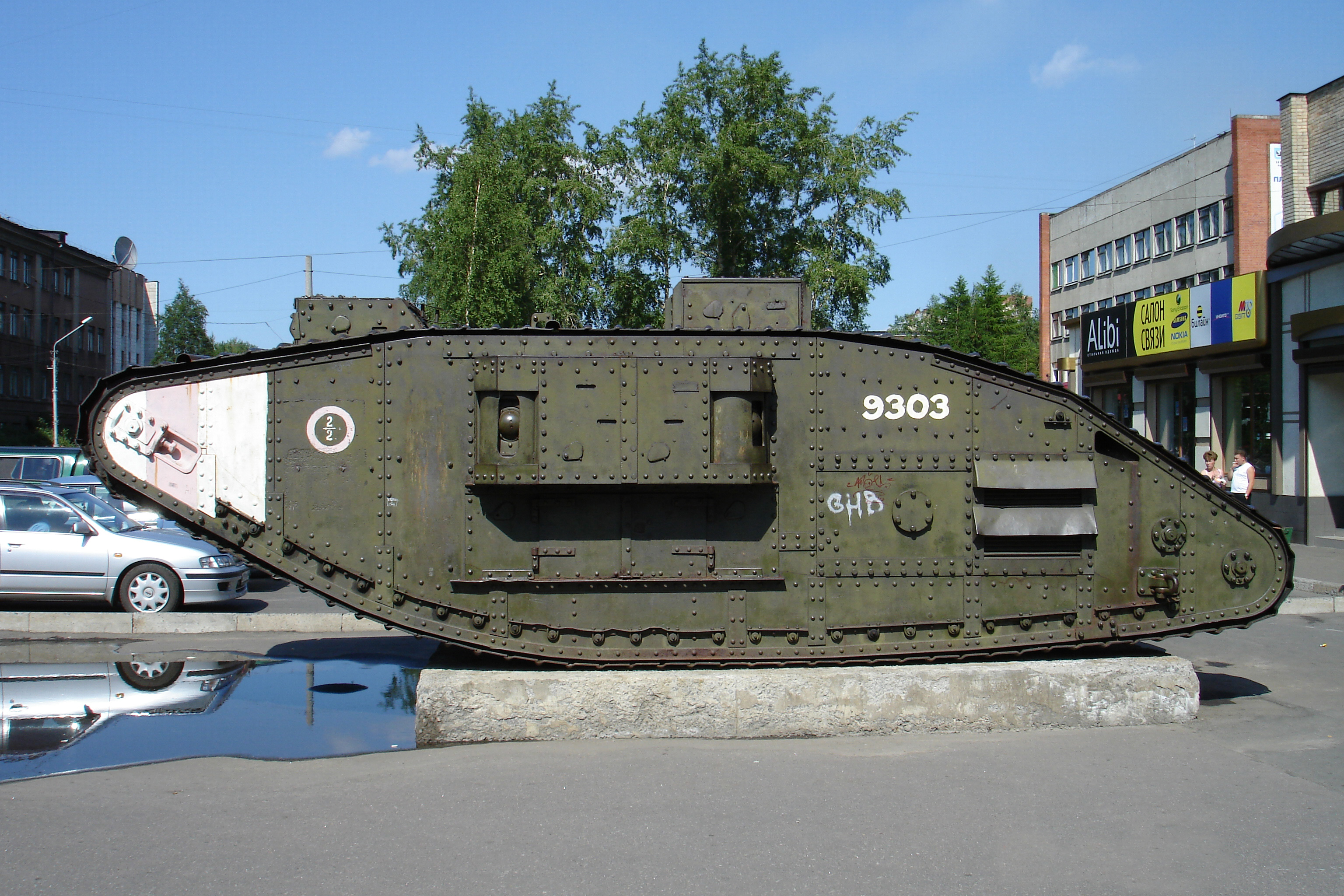
Британський танк «Mark V», захоплений РСЧА в ході військових дій. Архангельськ.

### Інтервенція у європейській частині Росії
15-16 березня 1918 року в Лондоні відбулася військова конференція Антанти, на якій обговорювалося питання про інтервенцію. В умовах розпочатого німецького наступу на Західному фронті було вирішено поки що не направляти до Росії значних сил, проте вже в червні у Мурманську на додаток до вже існуючого контингенту висадилися ще 1,5 тисячі британських та 100 американських солдатів.
27 червня в Мурманську висадився британський десант в кількості 2 тис. чоловік. Представники Антанти схилили на свій бік президію більшовицької Мурманської ради, який за фінансову підтримку та доставку продовольства обіцяв не перешкоджати формуванню білогвардійських частин та сприяти заняттю краю військами союзників.
1 липня 1918 року Юр'єв постановою Раднаркому оголошений «ворогом народу». 2 липня газета «Известия ВЦИК» публікує наказ наркомвійськмора Троцького, який стверджував:
|  | в Мурманську висаджено чужинний десант, всупереч прямому протесту Народного Комісаріату із закордонних справах ... оголошую: 1. Яка б то не була допомога, пряма або непряма, чужоземним загонам, які ввійшли в межі Радянської Республіки, буде розглядатися як державна зрада та каратися за законами воєнного часу. 2. Просування в бік Мурманська або Архангельська військовополонених у вигляді беззбройних або озброєних загонів, а також одиночним порядком, безумовно забороняється. Всякі порушення цієї заборони будуть каратися за законами воєнного часу. ... |

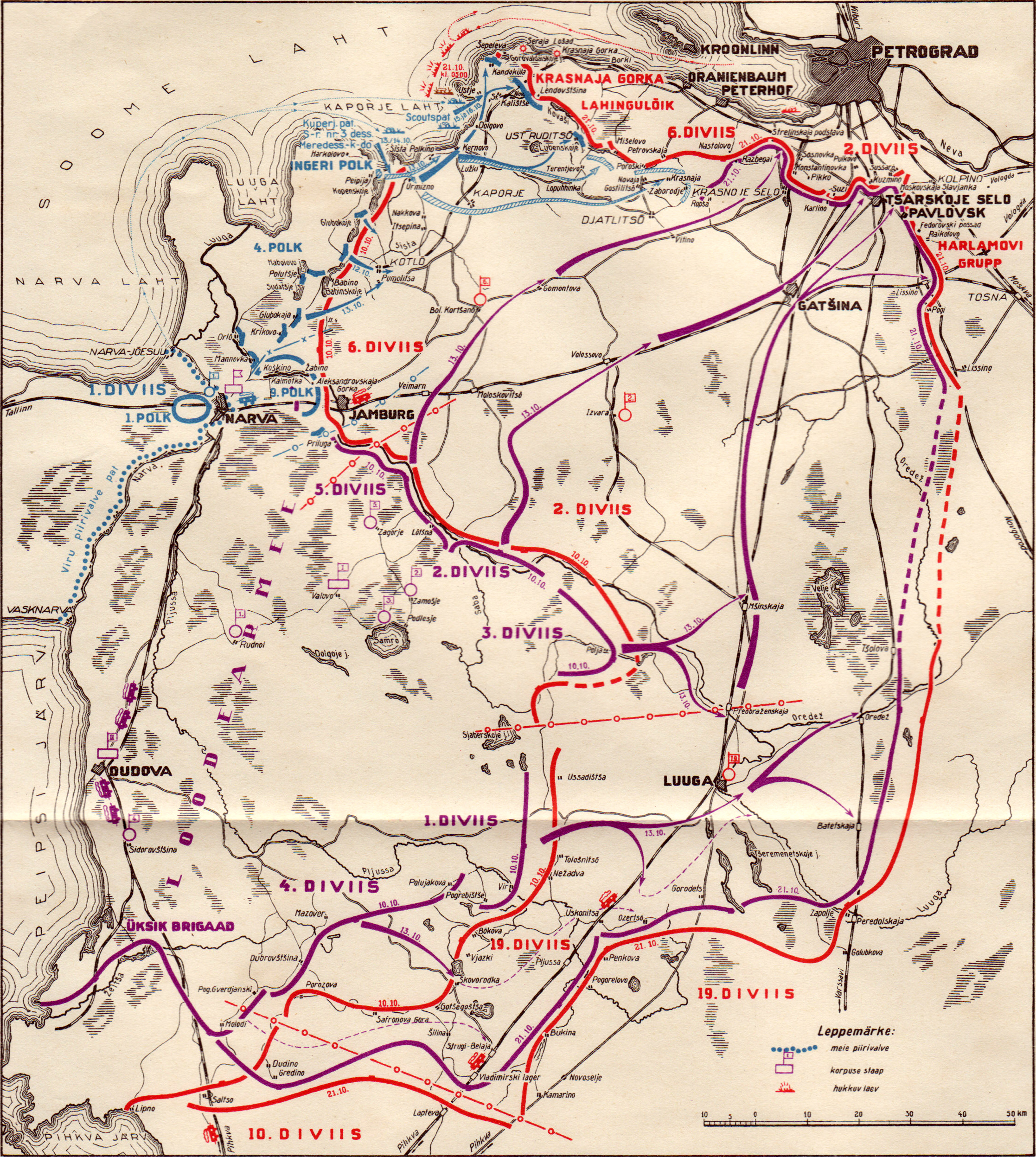
Схема бойових дій у Північно-Західному регіоні в жовтні 1919 року

Сам Юр'єв згодом (у 1920 році) був засуджений ревтрибуналом «за злочинну здачу Мурманська» на розстріл із заміною на 10 років таборів, проте був достроково звільнений 16 січня 1922 року.
1 серпня 1918 року британські війська висадилися у Владивостоці. Там ж протягом серпня висадилися американці та японці [17]. У серпні американці, британці та французи зайняли Архангельськ. Всі сили інтервентів на Півночі перебували під британським командуванням. Командувачем з травня по листопад 1918 рік був генерал-майор Ф.Пулл (Пуль, англ. Pull), а з 17 листопада 1918 по 14 листопада 1919 року — бригадний генерал Айронсайд.
У березні 1919 року, зіткнувшись з 6-ою українською радянською дивізією Григор'єва, французькі війська покинули Херсон та Миколаїв. У квітні 1919 року французьке командування було змушене залишити Одесу та Севастополь через невдоволення серед матросів (які, після перемоги над Німеччиною, очікували швидкої демобілізації). В результаті несподіваного та неузгодженого виведення французьких військ з південного заходу Росії генерал Денікін був змушений, всупереч стратегічним планам, просуватися вглиб українських територій у зв'язку з небезпідставними побоюваннями за свій лівий фланг, якому погрожували як більшовицькі, так і Армії УНР.
Однак, протягом всієї інтервенції та громадянської війни інтервенти уникали прямих бойових зіткнень з регулярною Червоною армією.

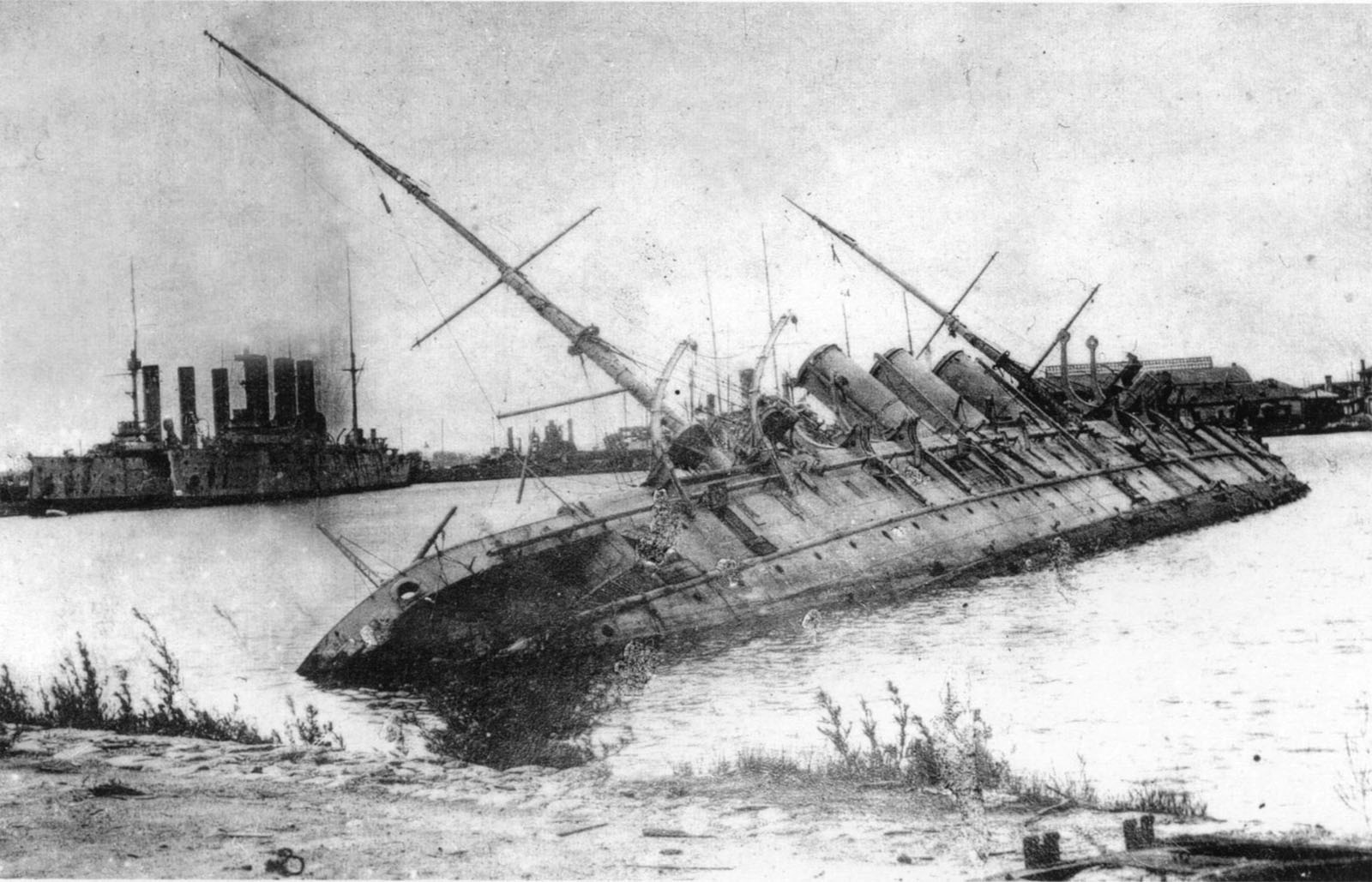
«Пам'ять Азова», потоплена під час атаки торпедних катерів на Кронштадт

#### Дії інтервентів у Балтійському морі

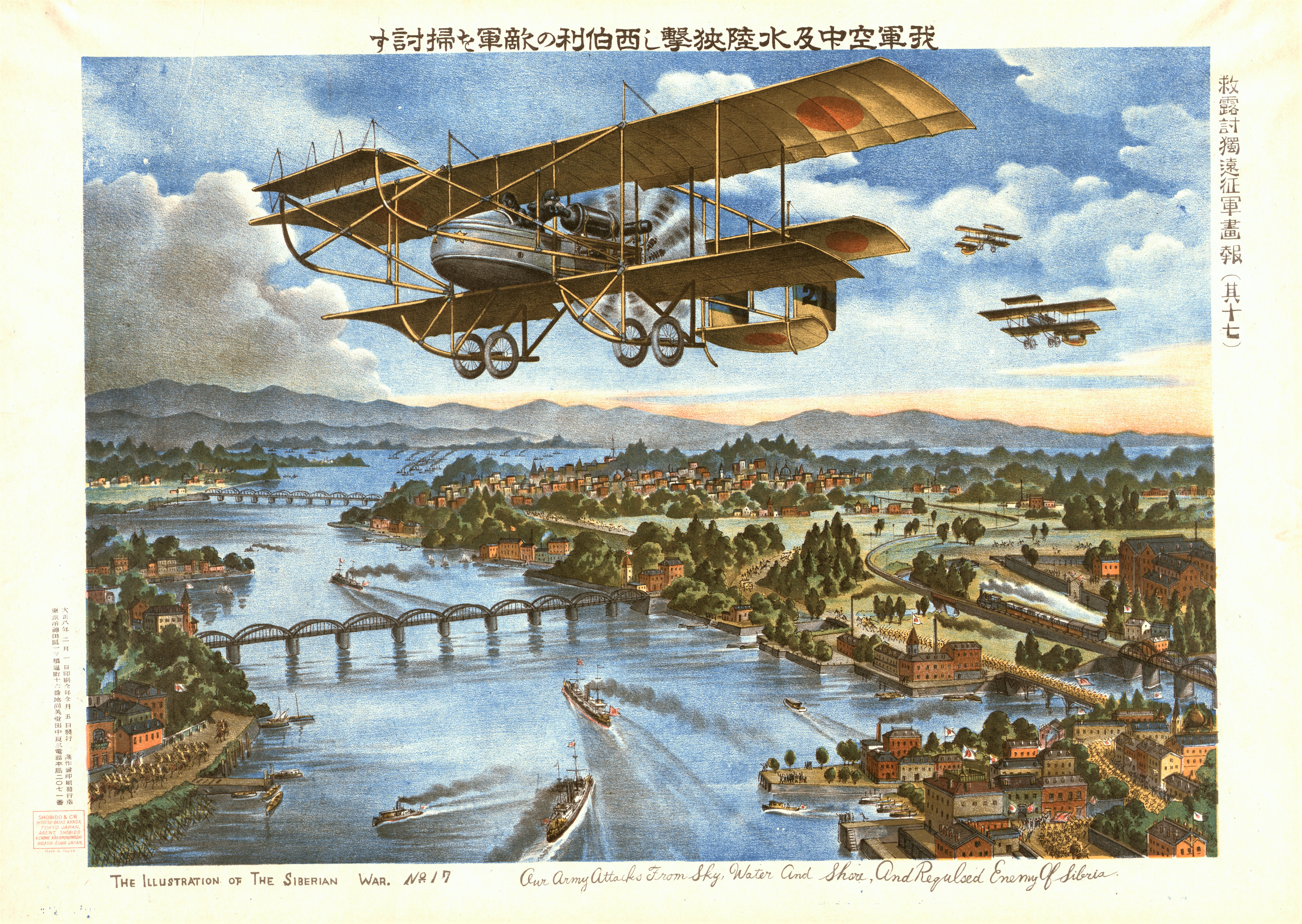
Плакат японської пропаганди, що зображує захоплення Хабаровська японськими військами.

Найбільш запеклі зіткнення з інтервентами відбувалися у Балтійському морі, де британська ескадра намагалася знищити Червоний Балтфлот. Наприкінці 1918 року британцями були захоплені два новітніх есмінця типу «Новик» — «Автроіл» і «Спартак». Британські торпедні катери двічі нападали на головну базу Балтфлоту — Кронштадт. В результаті першої атаки був потоплений крейсер «Олег». Під час другої атаки 18 серпня 1919 року 7 британських торпедних катерів торпедували лінкор «Андрій Первозванний» і плавбазу підводних човнів «Пам'ять Азова», втративши при атаці три катери. 31 серпня 1919 року підводний човен Червоного Балтійського флоту «Пантера» потопив новітній британський ескадрений міноносець «Вітторія». 21 жовтня 1919 року на британських мінах потонули три есмінця типу «Новик» — «Гавриїл», «Свобода», «Констянтин», згодом втрат зазнали британці у розмірі підводного човна Л-55, крейсерів «Кассандра» та «Верулам» і кілька менш великих плавзасобів.

### Інтервенція на Далекому Сході та у Сибіру

#### Японія та інтервенція
Розвідувальне відділення Головного штабу Верховного Правителя у зведенні відомостей від 21 березня 1919 року повідомляло про мотиви зовнішньої політики Японії, як недостача в країні корисних копалин та сировини, необхідних для промисловості і прагнення до завоювання міцних ринків, спонукавших Японію до територіальних захоплень в країнах, багатих сировиною і з низьким рівнем розвитку промисловості (Китай, російський Далекий Схід та ін.).
Погодившись узяти участь в боротьбі з більшовиками, Японія ввела війська і кинулася до захоплення Сибіру, інтенсивно скуповуючи великі земельні ділянки, будинки, копальні, промислові підприємства та відкриваючи відділення банків для субсидування своїх підприємств. З метою безперешкодного захоплення російського Далекого Сходу Японія стала підтримувати сепаратистські настрої козачих отаманів.
1 квітня 1919 року розвідники Верховного Правителя доповідали, що «боротьба з більшовизмом є вдалим приводом для перебування японських військ на чужій території, а підтримка отаманів дозволяє Японії експлуатувати сировинні ресурси». Історик кандидат історичних наук. Н. С. Кірмель пише з посиланням на РДВА, що одним із способів завоювання Японією чільного становища було ведення паназійської пропаганди «Азія для азійців» та прагнення до розчленування Росії для створення в майбутньому «азійського союзу під японським прапором».
Невдачі армій Верховного Правителя у 1919 році справили значний вплив на подальшу японську політику щодо російського питання: 13 серпня 1919 року резидент військово-статистичного відділення Приамурського військового округу доповідав, що "питання про визнання омського уряду в даний час у зв'язку з успіхами більшовиків та нетривким положенням колчаківського режиму перестав бути предметом обговорення. Політика Японії щодо Росії буде змінена. Японія повинна «подбати про те, як поставитися до більшовизму, що йде на Схід» "

#### США та інтервенція

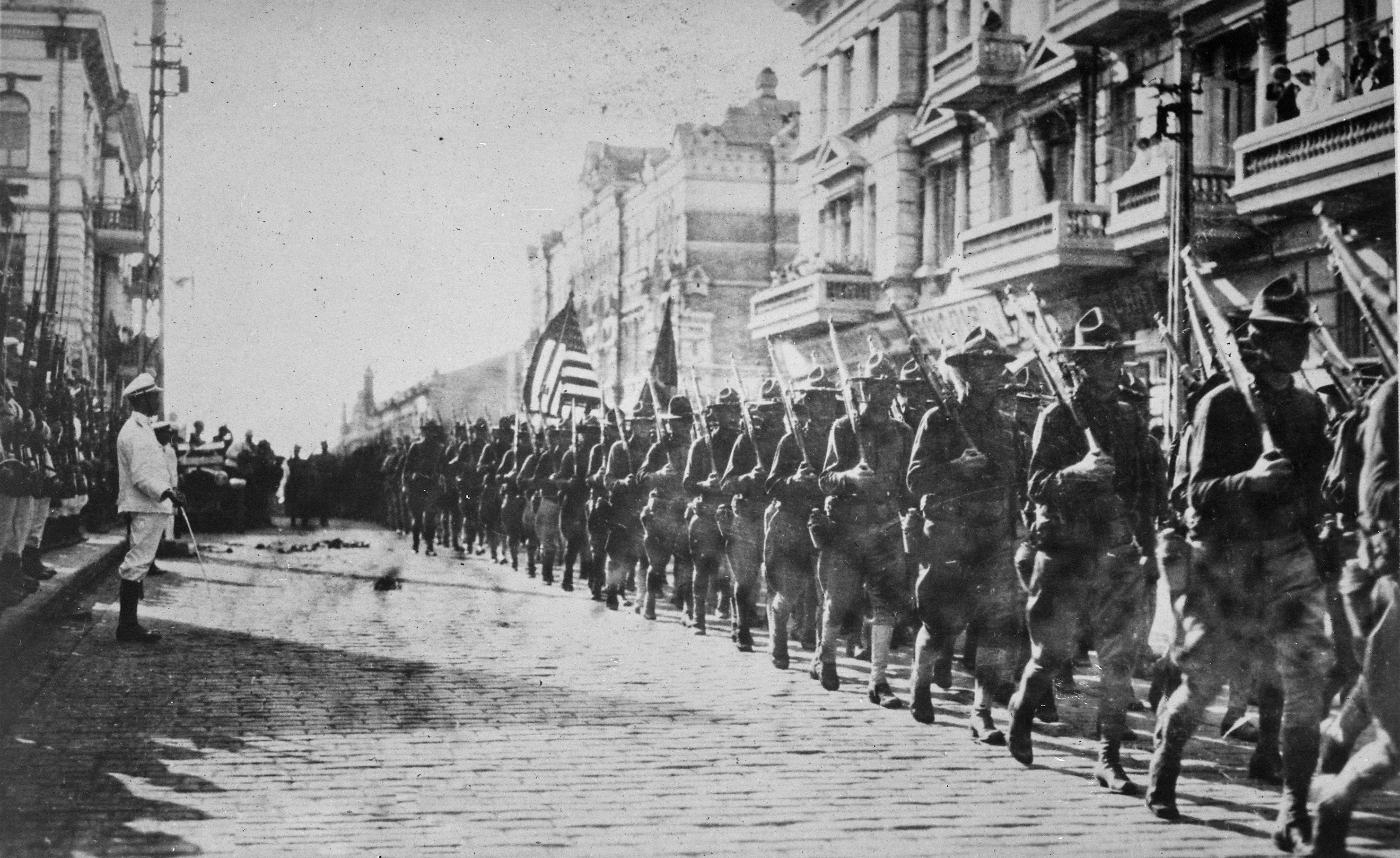
Американські солдати у Владивостоці (1918)

У квітні 1919 року колчаківська розвідка мала у своєму розпорядженні дані про те, що США, ведучи боротьбу з Японією на Далекому Сході, нацьковують Китай як проти Японії, так і проти Білого Сибіру та уряду О. В. Колчака. На думку аналітиків білих спецслужб, Сполучені Штати представляла найбільшу небезпеку для Росії з усіх допомагавших Білому руху держав. У зв'язку з цим співробітник развідвідділу Головного штабу капітан Сімонов пропонував «дуже обережно ставитися до Америки», видаливши «все зайве з нашої території», насамперед Християнський союз молодих людей. Історик кандидат історичних наук Н. С. Кірмель пише, що даний висновок розвідки навряд чи знайшов схвалення у О. В. Колчака, який симпатизував США.
Колчаківський розвідник капітан Титов вважав необхідним піти на деякі поступки концесійного характеру відносно Японії, а також відновити старі договори з Китаєм та Монголією. Проте донесення розвідки навряд чи могли вплинути на політику О. В. Колчака, який не приховував своєї антипатії до Японії, вважав її ворогом Росії та симпатизував при цьому США.
Американське військове командування не збиралося активно втручатися в громадянську війну у Росії і одночасно вороже сприймало політику Верховного правителя О. В. Колчака через його «недемократичність». У відповідь на запит японців про допомогу у придушенні більшовицького повстання в тилу навесні 1919 року воно заявило:
|  | Ми не розглядаємо більшовиків як ворогів, оскільки вони представляють одну з політичних партій в Росії ... діючи проти них, ми стали б втручатися у домашні справи Росії. |

Однак, 3 серпня 1919 року військове міністерство США віддало генералу Грейвсу наказ про інтервенцію в Росію та відправку до Владивостока 27-го і 31-го піхотних полків, а також добровольців з 13-го та 62-го полків. Всього США висадили близько 7950 солдатів на Далекому Сході та близько 5 тисяч — на півночі Росії. За неповними даними, лише на утримання своїх військ — без флоту і допомоги білим силам — США витратили понад 25 мільйонів доларів.

### Дії спецслужб
Серед військових загроз Білого руху Н. С. Кірмель виділяє діяльність спецслужб інтервентів, які, діючи в руслі зовнішньої політики своїх урядів, спрямованої на розчленування та послаблення Росії, займалися не стільки збором чисто військової інформації про білогвардійські збройні частини, скільки вивченням природних багатств та матеріальних цінностей Росії. Незважаючи на те, що, з одного боку, спецслужби «союзників» сприяли спецслужбам Білого руху в боротьбі з більшовиками, вони також проводили і заходи підривного характеру проти Білого руху: підтримували сепаратистські настрої козацтва і опозиційні білим урядам політичні угруповання, вели пропаганду на користь своїх країн і т. д. Особливу активність проявляла американська розвідка. Спроби обміну розвідінформацією з союзниками та офіційні контакти між спецслужбами Білого руху і союзників мали, на думку Н. С. Кірмеля, і негативні наслідки для Білого руху: в ході обміну інформацією в деяких випадках відбувалася розшифровка білогвардійських розвідників перед іноземними спецслужбами, з усіма витікаючими звідси наслідками. Білим контррозвідникам доводилося відволікати сили від боротьби з підпільними більшовицькими організаціями на протидію шпигунству, яким активно займалися союзники на підконтрольних білим арміям територіях, що в підсумку полегшувало роботу радянським спецслужбам та більшовицькому підпіллю.

### Питання про матеріальну допомогу, надану Антантою Білим арміям
Інтервенти обмежувалися матеріальною підтримкою білих державних утворень, проте гостра соціально-економічна криза в країнах Європи суттєво обмежила можливість надання такої допомоги. Використовуючи ж Комінтерн, більшовикам вдалося чинити тиск на уряди низки зарубіжних країн, у тому числі і «революційними засобами»; поставки білогвардійцям зброї та спорядження найчастіше саботувалися робітниками країн Антанти та лівою інтелігенцією, які співчували більшовикам та вимагали припинити підтримку «реакційних режимів». О. І. Купрін писав у своїх мемуарах про постачання армії Юденича британцями:
|  | Англійці надсилали аероплани, проте до них прикладали невідповідні пропелери; кулемети - і до них невідповідні стрічки; гармати - і до них нерозвиваючі шрапнелі та гранати. Одного разу вони надіслали 36 вантажних пароплавних місць. Виявилося, що то були фехтувальні приналежності: рапіри, нагрудники, маски, рукавички. згодом англійці з блідими посмішками говорили, що в усьому винні робітники-соціалісти, які, мовляв, не дозволяють вантажити матеріали для боротьби, котра загрожувала братам-більшовикам. |

Таким чином, матеріальна допомога, надана «союзниками» Білому руху, була набагато скромніше масштабів, про які писали радянські історики. Що стосується підтримки, то, приміром, "Франція ділила свою увагу між Збройними силами Півдня Росії, Фінляндією та Польщею, надаючи більш серйозну підтримку лише одній Польщі і, тільки для порятунку білогвардійців вступила згодом у більш тісні зносини з командуванням Півдня у фінальний, кримський період боротьби… В результаті ми не отримали від неї ані реальної допомоги: ні твердої дипломатичної підтримки, ні кредиту, ні постачання ", — писав згодом Головнокомандувач ЗСПР генерал А. І. Денікін.
Генерал Денікін свідчив:
|  | Французька місія з серпня вела переговори про «компенсації економічного характеру» взамін на постачання військовим майном і після надсилання одного-двох транспортів з нікчемною кількістю запасів ... Маклаков телеграфував з Парижа, що французький уряд «змушений зупинити відправку бойових припасів», якщо ми «не приймемо зобов'язання поставити на відповідну суму пшениці» |

|3 = |4 = }}Верховний Правитель Росії адмірал О. В. Колчак для закупівель зброї, боєприпасів та обмундирування був змушений використовувати Золотий запас, депонованувавши його в іноземних банках. Головнокомандувач Збройними Силами на Півдні Росії генерал А. І. Денікін був змушений розраховуватися сировинними запасами на збиток власній промисловості та населенню. І все ж сукупний розмір поставок та закупівель забезпечував білі армії всім необхідним лише наполовину.
Сучасний історик В. Г. Хандорін відзначає, що незважаючи на всі поставки союзників, Червона армія на всьому протязі громадянської війни перевершувала білих за кількістю зброї: настільки великі були царські запаси і настільки недостатня союзницька допомога білим (наприклад, Денікіну британці поставили всього кілька десятків танків, хоча мали їх тисячі, і після закінчення Першої світової війни вони не мали потреби у такій їхній великій кількості). Цю обставину визнавали навіть найбільш чесні з радянських істориків, наприклад, Н. Какурін.

#### Допомога Великої Британії
Непросто складалися відносини Білого Півдня з Великою Британією. Причиною були розбіжності в поглядах на «британську політику у російському питанні» між військовим міністром Вінстоном Черчіллем і прем'єром Ллойд Джорджем. Це двояке ставлення Великої Британії до Білого руху генерал Денікін з жалем описував як «дві руки: одна з яких дає, а друга — забирає». Військовий міністр У. Черчілль виступав за надання допомоги Білим державним утворенням в боротьбі з більшовиками. Зокрема, при обговоренні військового бюджету в палаті громад він дав зрозуміти, що «не ми билися в інтересах Колчака і Денікіна, а Колчак і Денікін билися в наших інтересах». Інформацію про те, що антибільшовицькі армії були важливіші для союзників, ніж самі союзники для Білого руху, біла розвідка отримала з відкритої преси наприкінці 1919 року.
Однак, щодо допомоги Білому Сибіру генерал Н. С. Батюшін наводить посилання на слова того самого британського військового міністра Вінстона Черчилля:
|  | Ці снаряди є надлишком запасу англійської армії; продати цей надлишок на ринку не можна; якщо ж зберігати снаряди в Англії, то парламенту доведеться асигнувати гроші на споруду сараїв та винаймати доглядачів за зберігання, а тому така посилка снарядів не може вважатися збитковою для англійської нації |

Д. В. Леховіч — біограф А. І. Денікіна — пише:
|  | Ллойд Джордж лавірував між допомогою Білому руху, бажанням торгувати з радянським урядом і прагненням підтримувати самостійність дрібних держав, що виникли на околицях колишньої Російської імперії. Він відкрито висловлювався за роздроблення Росії. Двоїстість британської політики, розбіжності в поглядах між Черчіллем та Ллойд Джорджем, з одного боку - русофільство, з іншого - русофобство, відсутність ясно продуманої програми дій - все це приводило Денікіна в повну зневіру. І одного разу з притаманною йому відвертістю він запитав англійців, «в якій якості вони прийшли на Кавказ - як друзі, чи вороги?» |

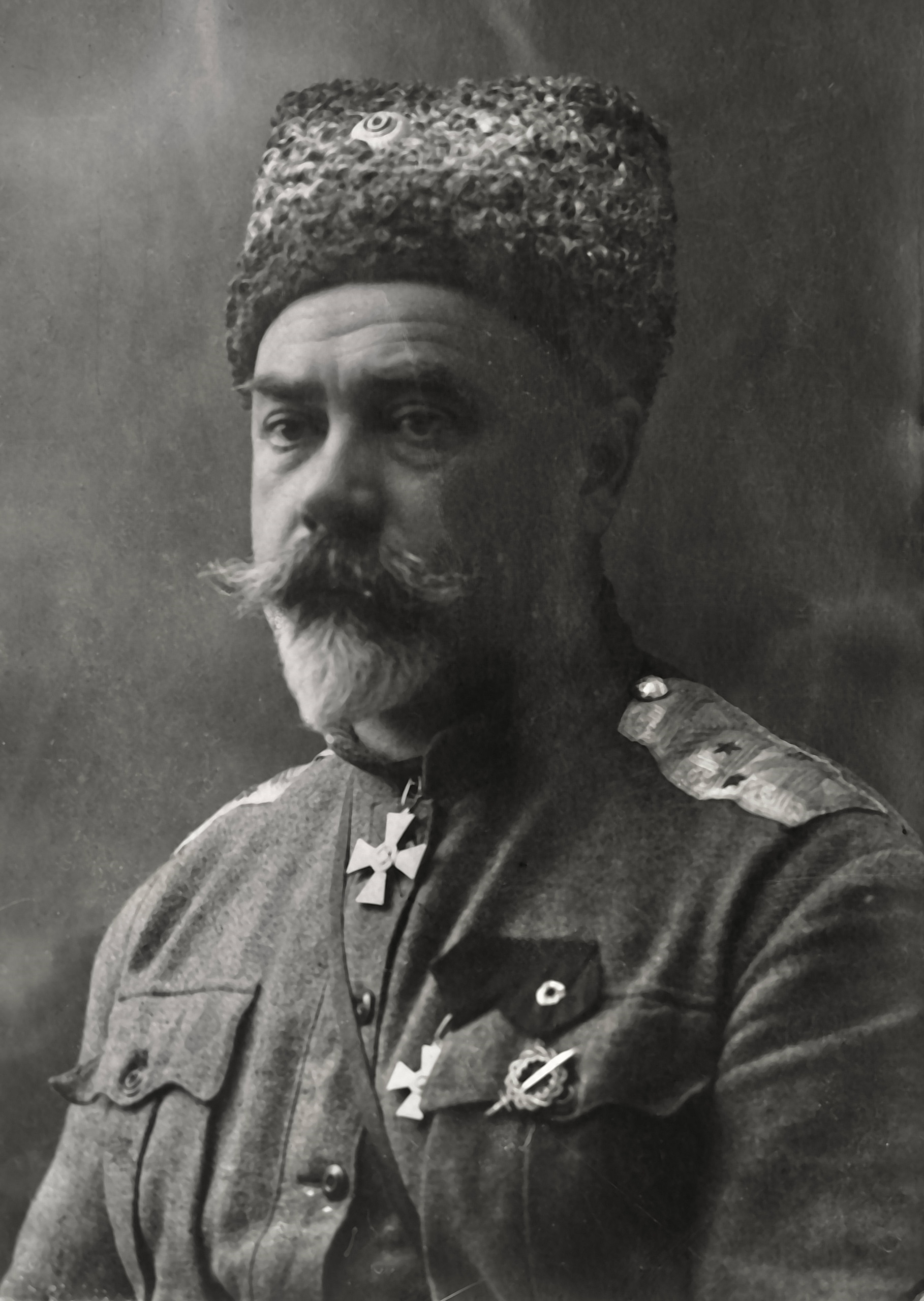
Антон Іванович Денікін, головнокомандувач ЗСПР

Для лідерів Білого руху і без донесень розвідки не була секретом союзницька політика «подвійних стандартів». Спецслужби лише підтверджували те, що надходило по інших каналах. «Для з'ясування справжніх причин допомоги антибільшовицьким арміям з боку наших союзників не треба було навіть мати дорогої таємної агентури, а потрібно лише тільки систематично читати іноземні газети», — резюмував генерал-майор Н. С. Батюшин.
Антанта щодо російських Білих армій вела аж ніяк не безкорисливу політику, але політику своєкорисливих, причому принцип морального зобов'язання союзницької допомоги самими «союзниками» поступово виводився за дужки відносин з білогвардійцями. Так британський прем'єр-міністр Ллойд Джордж незабаром після невдалої спроби (в інтересах Великої Британії) посадити білих і червоних за стіл переговорів на Принцевих островах, висловлювався в наступному ключі:
|  | Доцільність сприяння адм. Колчаку і ген. Денікіну є тим більш питанням спірним, що вони «борються за Єдину Росію» ... Не мені вказувати, чи відповідає це гасло політиці Великої Британії ... Один з наших великих людей, лорд Біконсфільд, бачив у величезній, могутній та великій Росії, що котиться подібно глетчерам у напрямку до Персії, Афганістану та Індії, саму грізну небезпеку для Великобританської імперії ... |

Британія, після провалу білими ідеї «союзників» про створення «двох маленьких Росій», виходячи з її цілей повинна була зробити остаточний вибір на користь однієї зі сторін конфлікту. Деякі історики вважають, що Велика Британія була більш зацікавлена в перемозі більшовиків, які готові були йти на всілякі поступки та компроміси заради утримання власної влади, ніж вперто повторювавших «Ми Росією не торгуємо» білих вождів і саме тому за словами генерала Денікіна відбулася "остаточна відмову від боротьби і від допомоги антибільшовицьким силам у найважчий для нас момент ".

#### Плата за матеріальну і політичну підтримку Російської армії Антантою
За свою матеріальну та політичну підтримку союзники поставили перед лідерами Білого руху умову провести демократичні реформи. Однак, незважаючи на тиск збоку країн Антанти, Білі вожді відмовлялися йти на поступки. Це ускладнило взаємовідносини між військово-політичним керівництвом білих армій та Антантою. Як свідчить у своїх мемуарах А. І. Денікін:
|  | З Парижа нам часто писали : допомога союзників недостатня тому, що боротьба Півдня і Сходу непопулярна серед європейських демократій; що для придбання їхніх симпатій необхідно сказати два слова: Республіка і Федерація. Цих слів ми не сказали. |

.
Як стверджує історик кандидат історичних наук Н. С. Кірмель, небажання лідерів Білого руху йти на поступки в питанні визнання незалежності нових держав, ухилення від обіцянок провести демократичні перетворення поступово призвели Білий рух до міжнародної ізоляції (жодний антибільшовицький уряд не був де-юре визнаний «союзниками») і позбавив матеріальної підтримки з-за кордону, без якої доля базуючого, на відміну від центрального розташування бази більшовиків з усіма військовими заводами та складами колишньої Російської Імператорської армії, на околицях імперії і не привертавшого власною матеріальною та виробничою базою Білого руху, була вирішена.

## Підсумки інтервенції країн Антанти та її союзників
Після поразки Німеччини в Першій світовій війні інтерес союзників до участі у внутрішньоросійському конфлікті швидко зійшов нанівець. У січні 1919 року на Паризькій мирній конференції союзники вирішили відмовитися від планів інтервенції і сконцентрувати зусилля на постачання озброєння білим арміям. Велику роль у цьому відіграло та обставина, що радянський представник Литвинов на зустрічі з американським дипломатом Бакетом, що відбулася в січні 1919 року у Стокгольмі, заявив про готовність радянського уряду в разі припинення інтервенції виплатити дореволюційні борги, надати країнам Антанти концесії в радянській Росії та надати незалежність Фінляндії, Польщі та країнам Закавказзя. Таку ж пропозицію Ленін і Чичерін передали американському представникові Булліту, коли той приїхав до Москви.
Влітку 1919 року 12 тисяч британських, американських та французьких військ, що знаходилися в Архангельську і Мурманську, були евакуйовані. До 1920 року більша частина інтервентів покинула територію РРФСР. На Далекому Сході вони протрималися до 1922 року. Останніми звільненими від інтервентів районами СРСР стали острів Врангеля (1924) і Північний Сахалін (1925).
Західні уряди змогли придушити революційні виступи у власних країнах, проте вони не могли перешкодити непрямій підтримці більшовизму, яка виражалася в масових виступах іноземних пролетарів під гаслом «Руки геть від Радянської Росії». Міжнародна підтримка більшовиків стала істотним чинником, що підірвала єдність дій країн Антанти та ослабила силу військового натиску на радянську Росію. Важливим чинником був і економічний: вивести країни Європи з економічної кризи та соціальної напруженості, котрі виникли після Першої світової війни, можна було лише за умови відновлення традиційних економічних зв'язків з Росією, інакше Європі загрожувала фінансова та сировинна залежність від США. У такій ситуації в січні 1920 року з ініціативи Великої Британії та Італії Верховна рада Антанти ухвалила рішення про зняття блокади та відновлення торгівлі з «населенням Росії».
Більшовики, які використали наявні в антантівському блоці протиріччя, зуміли перешкодити антирадянським силам організувати наступ спільним фронтом. А з визнанням країнами Антанти РРФСР білогвардійські державні утворення позбулися серйозної політичної та військової підтримки, що позначилося на загальному підсумку Громадянської війни в Росії.
Лідери Білого руху фактично перебували в безвихідному становищі щодо питання про прийняття або неприйняття допомоги «союзників»: зруйнована економіка, що вимагала величезних фінансових витрат; базування всіх без винятку білогвардійських державних утворень на околицях імперії, котрі не мали у своєму розпорядженні промислову та матеріальну базу — на відміну від положення більшовиків, які базувалися в центрі країни та мали в своєму розпорядженні російські заводи та військові склади часів Першої світової війни. Не маючи можливості обійтися власними силами, білогвардійські вожді змушені були поставити себе у стратегічну залежність від інтервентів, які згодом перестали надавати суттєву підтримку Білому руху в Росії.
Важливим чинником, вміло використаним більшовиками проти Білого руху у пропагандистській боротьбі, була сама присутність на території Росії обмежених контингентів іноземних військ, які не бажали, до всього, вступати в боротьбу з Червоною армією, і до того ж самим фактом своєї присутності приносили Білому руху не стільки користі, скільки шкоди, оскільки лише дискредитували антирадянські уряди серед народних мас і давали Радам потужний пропагандистський козир. Більшовицькі агітатори представляли білогвардійців як ставлеників світової буржуазії, що торгують національними інтересами та природними багатствами, а свою боротьбу — патріотичною та справедливою.

## Роль іноземної інтервенції у громадянській війні
Існують різні оцінки ролі іноземної інтервенції в громадянській війні у Росії. Їхньою оспільною рисою є визнання того факту, що інтервенти переслідували власні інтереси, а не інтереси антибільшовицьких сил. І Антанта, і Центральні держави прагнули до виведення з-під юрисдикції центральної російської влади національних окраїн під владою маріонеткових урядів (що суперечило інтересам як червоних, так і білих), при цьому їх інтереси часто стикалися. Так, наприклад, до закінчення Першої світової війни Франція та Німеччина одночасно претендували на Україну і Крим, відповідно Британія і Османська імперія — на Кавказ (США протидіяли спробам Японії анексувати російський Далекий Схід).
Обидва воюючих блоки продовжували розглядати Росію як один з театрів військових дій триваючої світової війни (в якій Росія була членом Антанти, а з березня 1918 року перебувала в стані миру з Німеччиною), що було причиною як збереження значної військової присутності в Росії німецьких військ, так і створення військової присутності військ Антанти.
Полковник Штольценберг, представник верховного командування при штабі київської групи німецьких військ, писав:
|  | Наявних військ недостатньо як за своїм особовим складом, так і за кількістю озброєння. Для продовження операції необхідні додаткові частини. |

Гінденбург писав у своїх спогадах:
|  | Ми і тепер, звичайно, не могли відвести всі наші боєздатні сили зі Сходу ... Вже одне бажання встановити бар'єр між більшовицькою владою та звільненими нами землями вимагало присутності на Сході сильних німецьких військових частин. |

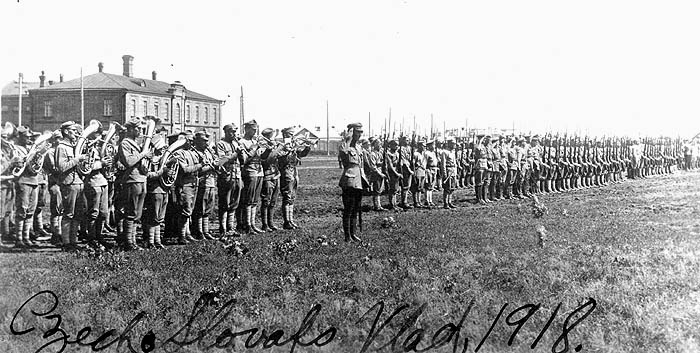
Чехословацькі війська у Владивостоці (1918)

Самий початок Громадянської війни часто пояснюється повстанням чехословацького корпусу — колишніх солдатів австро-угорської армії, які перейшли на бік Росії та евакуйованих до Франції через Владивосток. Крім того, присутність інтервентів у тилах у білих армій та їхній контроль за внутрішньополітичною обстановкою вважається причиною, по якій Громадянська війна тривала досить довгий час.
Командир Першої дивізії Чехословацького корпусу Станіслав Чечек віддав наказ, в якому особливо підкреслив наступне:
|  | Наш загін визначений як попередник союзницьких сил, а інструкції, одержувані з штабу, мають єдину мету - побудувати антинімецький фронт в Росії у союзі з цілим російським народом та нашими союзниками. |

Британський військовий міністр Вінстон Черчілль був більш категоричний:
|  | Було б помилково вважати, що протягом усього цього року ми билися на фронтах за справу ворожих більшовикам росіян. Навпаки того, російські білогвардійці билися за нашу справу. Ця істина стане неприємно чутливою з того моменту, як білі армії будуть знищені, і більшовики встановлять своє панування на всьому протязі неосяжної Російської імперії. |